# FinCEN Files
Als FinCEN Files werden mehr als 2100 interne Geldwäsche-Verdachtsmeldungen der US-amerikanischen Anti-Geldwäsche-Behörde Financial Crimes Enforcement Network (FinCEN) bezeichnet, die im September 2020 veröffentlicht wurden. Die Dokumente dokumentierten verdächtige Bankgeschäfte internationaler Großbanken mit hochriskanten Kunden im Umfang von 1,69 Billionen Euro. Dabei umgingen die Banken Anti-Geldwäsche-Mechanismen und ermöglichten damit Korruption und Kriminalität.

## Geleakte Geldwäsche-Verdachtsmeldungen
Die geleakten Dokumente des US-Finanzministeriums zeigen, wie u. a. J.P. Morgan, die Deutsche Bank, die HSBC Private Bank (Suisse), die Britische Standard Chartered, die Bank of New York Mellon und andere Banken mutmaßliche Mafiaangehörige, Betrüger und regimenahe Oligarchen als Kunden führten und für diese Überweisungen in Höhe von insgesamt mehreren Milliarden ausführten. Die Banken meldeten diese Vorgänge nur sehr zögerlich, in einigen Fällen mit jahrelanger Verspätung. Recherchiert und teilveröffentlicht wurden die Daten im September 2020 von einem Verbund aus US-amerikanischen und deutschen Medien.
Bei den Dokumenten handelt es sich um tausende Seiten als geheim eingestufter Geldwäsche-Verdachtsmeldungen. In Deutschland waren NDR, WDR, Süddeutsche Zeitung (SZ) Partner von BuzzFeed News. Die Recherche zeige, wie einfach es offenbar für Geldwäscher, Drogenkartelle oder korrupte Politiker sei, Zugang zum internationalen Finanzmarkt zu erhalten. Trotz strenger Anti-Geldwäscheregularien akzeptierten die internationalen Banken mutmaßliche Mafiosi, Millionenbetrüger und sanktionierte Oligarchen als Kunden und führten für diese Überweisungen in Milliardenhöhe aus.
Insgesamt handele es sich nach Angaben der beteiligten Medien bei den „FinCEN Files“ um mehr als 2100 Geldwäsche-Verdachtsmeldungen aus den Jahren 2000 bis 2017. Die Gesamtsumme der Transaktionen liege bei etwa zwei Billionen Dollar (1,69 Billionen Euro; September 2020).

## Verstrickung internationaler Banken
Einige der weltgrößten Banken, darunter die Deutsche Bank, die größte US-Bank JPMorgan, die Standard Chartered, die Bank of New York Mellon und die Schweizerische Tochtergesellschaft der britischen HSBC, hätten demnach weiterhin Profite mit zweifelhaften Kunden gemacht, obwohl und nachdem sie in den USA bereits wegen Geldwäsche-Verstößen sanktioniert worden waren. In zahlreichen Fällen hätten die Banken dabei ihre eigenen Standards zur Bekämpfung von Geldwäsche unterlaufen, etwa bei der Überprüfung von Neukunden gegen eine Liste weltweit verdächtiger Personen – sog. Sanktionslisten. Obwohl sie dazu verpflichtet seien, konnten sie zum Beispiel häufig nicht klären, wem Gelder bzw. Vermögen gehörten, die bei ihnen im Namen von Briefkastenfirmen angelegt worden waren.
Das Leak bringe auch die Deutsche Bank in Erklärungsnot, kommentiert tagesschau.de. Nach Einschätzung von US-Ermittlern sollen russische Kriminelle und ein für Terrorgruppen tätiger Geldwäscher unter anderem über die Moskauer Filiale der Bank Geld gewaschen haben. Auch eine Firma, die Igor Putin – einem Cousin des russischen Präsidenten Wladimir Putin – zugeschrieben werde, solle in unerlaubte Geldflüsse involviert gewesen sein. Die Deutsche Bank nannte die Vorgänge auf Anfrage „kriminelle Handlungen von Einzelpersonen“, die man umfassend untersucht, den Aufsichtsbehörden gemeldet und personelle Konsequenzen, bis in die Vorstandsebene hinein, gezogen habe.
Insgesamt soll die Bank für 62 Prozent der aufgedeckten Transaktionen verantwortlich sein.
Nach den Recherchen ist der Vorstandschef der Deutschen Bank, Christian Sewing, mitverantwortlich für das Unentdecktbleiben von Kunden, die die Deutsche Bank als „Geldwaschanlage“ nutzten und verdächtige Aktiengeschäfte durchführten. Sewing war vor seiner Berufung zum Vorstandsmitglied Leiter der Konzernrevision. Seine Abteilung untersuchte ab 2014 die Abläufe im auffälligen Aktienhandel in Russland. Die Abteilung recherchierte und bewilligte die Russland-Geschäfte.
Ebenso entstand der Verdacht, dass die 2011 von der österreichischen Meinl Bank AG unter anderem an die Odebrecht-Gruppe verkaufte Tochter Meinl Bank Antigua in der Folge in die Abwicklung umfangreicher Schmiergeld-Zahlungen in Zusammenhang mit dem Odebrecht-Korruptionsskandal verwickelt gewesen sein könnte, ebenso die österreichische Raiffeisen Bank International.

## Auszeichnung für Recherche
Das Investigationsressort der Süddeutschen Zeitung ist als Teil eines internationalen Rechercheteams im April 2021 mit dem Tom-Renner-Award der amerikanischen Journalistenorganisation Investigative Reporters & Editors ausgezeichnet worden. Prämiert wurden die 2020 veröffentlichten Enthüllungen über Versäumnisse beim internationalen Kampf gegen Geldwäsche.